# Goifa rotundata
Goifa rotundata är en insektsart som beskrevs av Irena Dworakowska 1980. Goifa rotundata ingår i släktet Goifa och familjen dvärgstritar. Inga underarter finns listade i Catalogue of Life.